# Kamienica przy ulicy Wielopole 15 w Krakowie
Kamienica przy ulicy Wielopole 15 – zabytkowa kamienica znajdująca się w Krakowie, w dzielnicy I, na Wesołej.
Kamienica została wzniesiona 1896 roku według projektu architekta Władysława Ekielskiego.
Kamienica została wpisana do gminnej ewidencji zabytków. Znajduje się na obszarze Wesołej, której układ urbanistyczny został wpisany 16 lutego 1984 do rejestru zabytków.